# Departamento de Islas del Ibicuy
Departamento de Islas del Ibicuy är en kommun i Argentina.   Den ligger i provinsen Entre Ríos, i den centrala delen av landet, 100 km norr om huvudstaden Buenos Aires.
Trakten runt Departamento de Islas del Ibicuy består huvudsakligen av våtmarker. Runt Departamento de Islas del Ibicuy är det mycket glesbefolkat, med 2 invånare per kvadratkilometer.